# Taline Ter Minassian
Pour les articles homonymes, voir Minassian.
Taline Ter Minassian, née le 9 juin 1963, est une historienne française, professeure des universités à l'Institut national des langues et civilisations orientales. Elle est spécialiste des l'histoire de l'URSS et de l'Arménie.

## Biographie
Taline Ter Minassian est la fille d'Anahide Ter Minassian, historienne, maître de conférences à l'université Panthéon-Sorbonne, et de Léon Ter Minassian. Son grand-père paternel, Rouben Ter Minassian (1882-1951) a été ministre de la Défense, en 1920, de la République d’Arménie.
Agrégée, docteur en histoire de l'Institut d'études politiques de Paris (1995) et titulaire d'une habilitation universitaire réalisée à l'université Jean-Monnet-Saint-Étienne, elle est d'abord maître de conférences et chercheur associé au Centre d'études sur les mondes russe, caucasien et centre européen (EHESS). Elle est nommée professeure à l'Inalco, membre institutionnel du Centre de recherches Europes-Eurasie, où elle enseigne l'histoire du Caucase et l'évolution de la question des nationalités pendant la période soviétique.

## Activités de recherches et éditoriales
Elle est spécialiste d'histoire des relations internationales et d'histoire de l'URSS et de la Transcaucasie. Ses travaux portent sur l'espace russe et soviétique et son proche périmètre moyen-oriental et balkanique. Dans son livre, Erevan, la construction d'une capitale à l'époque soviétique, elle s'intéresse au triple statut de la ville, à la fois capitale de la république arménienne, prise dans la nébuleuse transcaucasienne soviétique et référence pour la diaspora arménienne.

## Publications

### Ouvrages scientifiques
- Colporteurs du Komintern : l'Union soviétique et les minorités au Moyen-Orient, Presses de Sciences Po, 1997.
- De l'URSS à la Russie : la civilisation soviétique, genèse, histoire et métamorphoses de 1917 à nos jours, avec Jean-Robert Raviot, Ellipses, 2006. compte-rendu.
- Erevan, la construction d'une capitale à l'époque soviétique, Rennes, Presses universitaires de Rennes, coll. « Art & société », 2007, 269 p. (ISBN 978-2-7535-0369-4).
- Sur l'échiquier du Grand Jeu : Agents secrets et aventuriers (XIXe – XXIe siècles), 2023, 400 p. (ISBN 9782380944570, lire en ligne)
- (dir.) Balkans-Caucase, Balkanologie, 2008.
- Reginald Teague-Jones : au service secret de l'Empire britannique, Grasset, 2012.
- (dir.) Patrimoine et architecture dans les États post-soviétiques, Presses universitaires de Rennes, 2013, 260 p.
- Most Secret Agent of Empire: Reginald Teague-Jones, Master Spy of the Great Game, C. Hurst & Co. Publishers Ltd, 2014, 288 p.

### Roman
- Les Galaxies Markarian, Éditions du Félin, 2018  (ISBN 978-2-86645-881-2)

### Articles (sélection)
- « Les avatars du « Grand dessein » russe », Vingtième siècle, no 32 « La Méditerranée. Affrontements et dialogues »,‎ octobre-décembre 1991, p. 65-74 (DOI 10.3406/xxs.1991.2455, lire en ligne)
- « La politique française au Proche-Orient au temps du Front populaire », Historiens et géographes, n°336, 1992.
- « L'image du Tsar dans la caricature russe pendant la Révolution de 1905 », Matériaux pour l'histoire de notre temps, no 28 « L'image du pouvoir dans le dessin d'actualité »,‎ 1992, p. 16-21 (DOI 10.3406/mat.1992.405746, lire en ligne)
- « Les géographes français et la délimitation des frontières balkaniques à la Conférence de la Paix en 1919 », Revue d'histoire moderne et contemporaine, vol. 44, no 2,‎ 1997, p. 252-286 (DOI 10.3406/rhmc.1997.1864, lire en ligne)
- « La neutralité de la Turquie pendant la Première Guerre mondiale », Guerres mondiales et conflits contemporains, n°194, 1999.
- « Arménie 1995-1999 : entre guerre et « normalité » », Les Études de la Documentation française, 1999.
- « Le Komintern et les Balkans », Matériaux pour l'histoire de notre temps, no 71 « Les peuples des Balkans face à l'histoire et à leur histoire »,‎ 2003, p. 62-70 (DOI 10.3406/mat.2003.922, lire en ligne)
- « Bakou 1914-1920 », dans Philippe Chassaigne et Jean-Marc Largeaud, Villes en guerre, Armand Colin, 2004, 352 p. (ISBN 9782200266790)
- « Le massacre dans l'historiographie négationniste : le cas arménien », dans David El Kenz, Le massacre, objet d'histoire, Gallimard, 2005, 560 p. (ISBN 978-2070306626)
- « Les Arméniens de Constantinople au XIXe siècle. Essai de topographie urbaine », Revue du Monde musulman et de la Méditerranée,‎ 2005, p. 143-160 (lire en ligne)
- « Géopolitique de la frontière soviétique en Transcaucasie : de la Révolution à la guerre froide (1917-1946) », dans Sophie Cœuré et Sabine Dullin, Frontières du communisme, La Découverte, 2007, 470 p. (ISBN 9782707153210, lire en ligne), p. 165-179
- « Architecture et patrimoine à Erevan, de l'identité nationale à "l'héritage" soviétique ? », Histoire urbaine, vol. 25, no 2,‎ 2009, p. 15-48 (DOI 10.3917/rhu.025.0015, lire en ligne)
- « Ioana Iosa, Bucarest. L'emblème d'une nation », Revue d'histoire moderne et contemporaine, vol. 58, no 2,‎ 2011, p. 199-201 (DOI 10.3917/rhmc.582.0199, lire en ligne)